# 蒂图尔西亚
蒂图尔西亚，是西班牙马德里自治区的一个市镇。总面积10平方公里，总人口936人（2001年），人口密度94人/平方公里。